# Gran Premio del Giappone 1993
Il Gran Premio del Giappone 1993 è stato un Gran Premio di Formula 1 disputato il 24 ottobre 1993 sul Circuito di Suzuka. La gara è stata vinta da Ayrton Senna su McLaren.

## Prima della gara
- La Scuderia Italia-Ferrari si ritira dal Campionato, rinunciando alla trasferta in Giappone e Australia per le ultime due gare.
- La Jordan-Hart assume Eddie Irvine per le ultime due gare della stagione.
- Alla Minardi-Ford Christian Fittipaldi viene sostituito da Jean-Marc Gounon.
- La Larrousse-Lamborghini appieda Philippe Alliot in favore di Toshio Suzuki.

## Qualifiche
Prost conquista la tredicesima pole position stagionale; alle sue spalle non troviamo però il compagno di squadra Hill, ma lo storico rivale Senna, con un distacco di poco più di un decimo: nel 1993, solo all'esordio in Sudafrica il tempo di Senna era più vicino alla pole position.  Terzo Häkkinen, a meno di mezzo decimo da Senna. Seguono Schumacher, Berger e Hill, autore nel turno decisivo di un'uscita di pista; completano i primi dieci Warwick, il sorprendente debuttante Irvine, Suzuki e Patrese. Solo quattordicesimo Alesi, autore di un violento incidente.

### Classifica
| Pos | No | Pilota             | Costruttore             | Tempo    | Distacco |
| --- | -- | ------------------ | ----------------------- | -------- | -------- |
| 1   | 2  | Alain Prost        | Williams - Renault      | 1:37.154 |          |
| 2   | 8  | Ayrton Senna       | McLaren - Ford          | 1:37.284 | +0.130   |
| 3   | 7  | Mika Häkkinen      | McLaren - Ford          | 1:37.326 | +0.172   |
| 4   | 5  | Michael Schumacher | Benetton - Ford         | 1:37.530 | +0.376   |
| 5   | 28 | Gerhard Berger     | Ferrari                 | 1:37.622 | +0.468   |
| 6   | 0  | Damon Hill         | Williams - Renault      | 1:38.352 | +1.198   |
| 7   | 9  | Derek Warwick      | Footwork - Mugen-Honda  | 1:38.780 | +1.626   |
| 8   | 15 | Eddie Irvine       | Jordan - Hart           | 1:38.966 | +1.812   |
| 9   | 10 | Aguri Suzuki       | Footwork - Mugen-Honda  | 1:39.278 | +2.124   |
| 10  | 6  | Riccardo Patrese   | Benetton - Ford         | 1:39.291 | +2.137   |
| 11  | 30 | Jyrki Järvilehto   | Sauber - Ilmor          | 1:39.391 | +2.237   |
| 12  | 14 | Rubens Barrichello | Jordan - Hart           | 1:39.426 | +2.272   |
| 13  | 3  | Ukyo Katayama      | Tyrrell - Yamaha        | 1:39.511 | +2.357   |
| 14  | 27 | Jean Alesi         | Ferrari                 | 1:39.535 | +2.381   |
| 15  | 25 | Martin Brundle     | Ligier - Renault        | 1:39.951 | +2.797   |
| 16  | 29 | Karl Wendlinger    | Sauber - Ilmor          | 1:40.153 | +2.999   |
| 17  | 26 | Mark Blundell      | Ligier - Renault        | 1:40.696 | +3.542   |
| 18  | 4  | Andrea De Cesaris  | Tyrrell - Yamaha        | 1:40.696 | +3.542   |
| 19  | 12 | Johnny Herbert     | Lotus - Ford            | 1:41.488 | +4.334   |
| 20  | 11 | Pedro Lamy         | Lotus - Ford            | 1:41.600 | +4.446   |
| 21  | 20 | Érik Comas         | Larrousse - Lamborghini | 1:41.769 | +4.615   |
| 22  | 24 | Pierluigi Martini  | Minardi - Ford          | 1:41.989 | +4.835   |
| 23  | 19 | Toshio Suzuki      | Larrousse - Lamborghini | 1:42.175 | +5.021   |
| 24  | 23 | Jean-Marc Gounon   | Minardi - Ford          | 1:43.812 | +6.658   |

## Gara
Al via, Senna prende la testa della corsa, davanti a Prost, Häkkinen, Berger, Irvine, Schumacher ed Hill; questi ultimi hanno nel giro di qualche tornata la meglio sull'irlandese della Jordan; si mettono in coda a Berger e nel frattempo Hill al 10º giro passa Schumacher e va in caccia del ferrarista Berger; al 12º giro l'austriaco chiude la traiettoria all'inglese, costringendolo a un'improvvisa frenata; Schumacher così tampona la Williams e si ritira con una sospensione piegata. Prost passa in testa ai pit stop, ma presto comincia a piovere e la pista si inumidisce; Senna, più a suo agio del rivale, riprende il comando passando Prost alla curva "cucchiaio", poco prima che entrambi si fermino ai box per montare le rain.
Anche Hill si ferma, tra l'altro vittima anche di una foratura, ma i meccanici Williams compiono l'errore di rimandarlo in pista con altre  gomme slick. Hill è costretto a rifermarsi, ma poi comincia a rimontare, arrivando alla quarta posizione davanti ad Irvine, che per stare incollato all'inglese riesce a sdoppiarsi da Senna che lo aveva appena passato. Hill mantiene tuttavia il quarto posto. La pioggia cessa poi ed i piloti rimontano gomme da asciutto, ma Berger rimane attardato, visto che i meccanici Ferrari compiono l'errore di rimandarlo in pista con le rain. Il brasiliano, con una McLaren per la prima volta in stagione capace di sfidare le Williams in quanto a prestazioni assolute, gestisce la corsa restando in testa fino al termine, precedendo sul traguardo Prost, Häkkinen (suo primo podio in carriera), Hill, Barrichello ed Irvine, a punti al debutto grazie ad un sorpasso al 49º giro al veterano Warwick che nella circostanza finisce fuori e si ritira.
Nel dopo-gara ed a telecamere spente, Senna ed Irvine sono protagonisti d'un acceso diverbio; il nuovo pilota della Jordan giustifica la sua manovra di sdoppiamento sul ben più esperto Senna come lecita, poiché, a sua detta, era più veloce in quel momento. Un'illazione che fa infuriare Senna, tanto che ai box, dopo reciproci spintoni, il brasiliano assesta un pugno al nordirlandese facendolo cadere dal tavolino sul quale era seduto; Damon Hill interviene personalmente, allontanando Senna al fine di placare la rissa.

### Classifica
| Pos      | No | Pilota             | Costruttore             | Giri | Tempo/Ritiro          | Partenza | Punti |
| -------- | -- | ------------------ | ----------------------- | ---- | --------------------- | -------- | ----- |
| 1        | 8  | Ayrton Senna       | McLaren - Ford          | 53   | 1:40:27.912           | 2        | 10    |
| 2        | 2  | Alain Prost        | Williams - Renault      | 53   | +11.435               | 1        | 6     |
| 3        | 7  | Mika Häkkinen      | McLaren - Ford          | 53   | +26.129               | 3        | 4     |
| 4        | 0  | Damon Hill         | Williams - Renault      | 53   | +1:23.538             | 6        | 3     |
| 5        | 14 | Rubens Barrichello | Jordan - Hart           | 53   | +1:35.101             | 12       | 2     |
| 6        | 15 | Eddie Irvine       | Jordan - Hart           | 53   | +1:46.421             | 8        | 1     |
| 7        | 26 | Mark Blundell      | Ligier - Renault        | 52   | +1 giro               | 17       |       |
| 8        | 30 | Jyrki Järvilehto   | Sauber - Ilmor          | 52   | +1 giro               | 11       |       |
| 9        | 25 | Martin Brundle     | Ligier - Renault        | 51   | Incidente             | 15       |       |
| 10       | 24 | Pierluigi Martini  | Minardi - Ford          | 51   | +2 giri               | 22       |       |
| 11       | 12 | Johnny Herbert     | Lotus - Ford            | 51   | +2 giri               | 19       |       |
| 12       | 19 | Toshio Suzuki      | Larrousse - Lamborghini | 51   | +2 giri               | 23       |       |
| 13       | 11 | Pedro Lamy         | Lotus - Ford            | 49   | Incidente             | 20       |       |
| 14       | 9  | Derek Warwick      | Footwork - Mugen-Honda  | 48   | Incidente             | 7        |       |
| Ritirato | 6  | Riccardo Patrese   | Benetton - Ford         | 45   | Incidente             | 10       |       |
| Ritirato | 28 | Gerhard Berger     | Ferrari                 | 40   | Motore                | 5        |       |
| Ritirato | 10 | Aguri Suzuki       | Footwork - Mugen-Honda  | 28   | Testacoda             | 9        |       |
| Ritirato | 3  | Ukyo Katayama      | Tyrrell - Yamaha        | 26   | Motore                | 13       |       |
| Ritirato | 23 | Jean-Marc Gounon   | Minardi - Ford          | 26   | Ritiro volontario     | 24       |       |
| Ritirato | 29 | Karl Wendlinger    | Sauber - Ilmor          | 25   | Acceleratore          | 16       |       |
| Ritirato | 20 | Érik Comas         | Larrousse - Lamborghini | 17   | Motore                | 21       |       |
| Ritirato | 5  | Michael Schumacher | Benetton - Ford         | 10   | Collisione con D.Hill | 4        |       |
| Ritirato | 27 | Jean Alesi         | Ferrari                 | 7    | Problema elettrico    | 14       |       |
| Ritirato | 4  | Andrea De Cesaris  | Tyrrell - Yamaha        | 0    | Incidente/foratura    | 18       |       |

## Classifiche

### Piloti
| Pos. | Pilota               | Punti |
| ---- | -------------------- | ----- |
| 1    | Alain Prost          | 93    |
| 2    | Damon Hill           | 65    |
| 3    | Ayrton Senna         | 63    |
| 4    | Michael Schumacher   | 52    |
| 5    | Riccardo Patrese     | 20    |
| 6    | Jean Alesi           | 13    |
| 7    | Martin Brundle       | 12    |
| 8    | Johnny Herbert       | 11    |
| 9    | Gerhard Berger       | 10    |
| 9    | Mark Blundell        | 10    |
| 11   | Karl Wendlinger      | 7     |
| 11   | Michael Andretti     | 7     |
| 13   | Jyrki Järvilehto     | 5     |
| 13   | Christian Fittipaldi | 5     |
| 15   | Derek Warwick        | 4     |
| 15   | Mika Häkkinen        | 4     |
| 17   | Philippe Alliot      | 2     |
| 17   | Rubens Barrichello   | 2     |
| 17   | Fabrizio Barbazza    | 2     |
| 20   | Alessandro Zanardi   | 1     |
| 20   | Érik Comas           | 1     |
| 20   | Eddie Irvine         | 1     |

### Costruttori
| Pos. | Team                    | Punti |
| ---- | ----------------------- | ----- |
| 1    | Williams - Renault      | 158   |
| 2    | McLaren - Ford          | 74    |
| 3    | Benetton - Ford         | 72    |
| 4    | Ferrari                 | 23    |
| 5    | Ligier - Renault        | 22    |
| 6    | Lotus - Ford            | 12    |
| 6    | Sauber - Ilmor          | 12    |
| 8    | Minardi - Ford          | 7     |
| 9    | Footwork - Mugen-Honda  | 4     |
| 10   | Larrousse - Lamborghini | 3     |
| 10   | Jordan - Hart           | 3     |

## Fonti
- GpUpdate.com [collegamento interrotto], su f1.gpupdate.net. URL consultato il 15 giugno 2009.
- Grandprix.com. URL consultato il 15 giugno 2009.
- Teamdan.org, su silhouet.com. URL consultato il 15 giugno 2009.